# Slavko Debelak
Slavko Debelak, slovenski pravnik in politik, * 1947, † 2023.
Med 1. oktobrom 1994 in 26. julijem 2000 je bil državni sekretar Republike Slovenije na Ministrstvu za notranje zadeve Republike Slovenije.  
Soodgovoren je za odločitev o izbrisu približno 25.000 prebivalcev Slovenije, ki iz različnih razlogov niso zaprosili za državljanstvo Slovenije.